# Adalberto Scorza
Adalberto Scorza, född 2 mars 1938, är en argentinsk friidrottare. Han deltog vid olympiska sommarspelen 1972.